# Once in a LIVEtime
Once in a LIVEtime är ett dubbelt livealbum av progressive metal/progressiv rock-bandet Dream Theater. Det spelades in på Bataclan i Paris den 25 juni 1998 och gavs ut i oktober samma år av skivbolaget Elektra Records/East West Records.
Skivan anses vara mindre lyckad och i synnerhet sångaren James LaBrie har fått kritik för sin sånginsats. Strax efter att skivan släppts lämnade keyboardisten Derek Sherinian gruppen och ersattes av Jordan Rudess.

## Låtlista
CD 1
1. "A Change of Seasons I: The Crimson Sunrise"  – 3:56
2. "A Change of Seasons II: Innocence"  – 3:05
3. "Puppies on Acid"  – 1:24
4. "Just Let Me Breathe"  – 5:53
5. "Voices"  – 10:34
6. "Take the Time"  – 12:20
7. "Derek Sherinian Piano Solo"  – 1:54
8. "Lines in the Sand"  – 13:13
9. "Scarred"  – 9:27
10. "A Change of Seasons IV: The Darkest of Winters"  – 3:17
11. "Ytse Jam"  – 4:09
12. "Mike Portnoy Drum Solo"  – 6:59

Speltid: 01:16:16
CD 2
1. "Trial of Tears"  – 14:11
2. "Hollow Years"  – 7:01
3. "Take Away My Pain"  – 6:16
4. "Caught in a Web"  – 5:16
5. "Lie"  – 6:45
6. "Peruvian Skies"  – 7:50
7. "John Petrucci Guitar Solo"  – 8:06
8. "Pull Me Under"  – 8:15
9. "Metropolis"  – 6:16
10. "Learning to Live"  – 4:13
11. "A Change of Seasons VII: The Crimson Sunset"  – 3:49

Speltid: 01:18:02

## Medverkande
Dream Theater
- James LaBrie – sång
- John Myung – basgitarr
- John Petrucci – gitarr, bakgrundssång
- Mike Portnoy – trummor, bakgrundssång
- Derek Sherinian – keyboard

Bidragande musiker
- Jay Beckenstein – altsaxofon (på "Take Away My Pain")

Produktion
- Kevin Shirley – producent
- Rich Alvy, Ian Dyckoff, Alex Goodison, Vinnie Kowalski – ljudtekniker
- Leon Zervos – mastering
- Sam Brooks – omslagsdesign
- Jason Reddy, Storm Thorgerson, Peter Curzon – omslagskonst
- Janet Balmer, George Chin, Rupert Truman – foto